# Mistrzostwa Polski w Boksie 1978

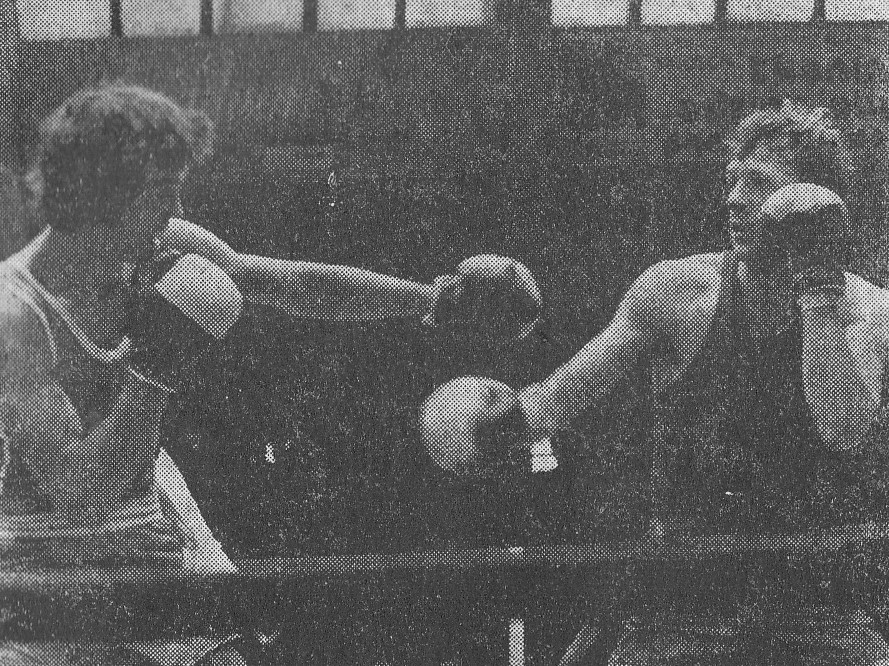
Finałowa walka Jerzego Rybickiego (z prawej) i Andrzeja Krysiaka

49. Mistrzostwa Polski w boksie mężczyzn odbyły się w dniach 12–19 marca 1978 roku w Krakowie.

## Medaliści
| Kategoria:                        | Złoto:                                           | Srebro:                                     | Brąz:                                                                       |
| waga papierowa (do 48 kg)         | Henryk Pielesiak (Gwardia Łódź)                  | Zbigniew Raubo (Legia Warszawa)             | Jerzy Dominik (Stoczniowiec Gdańsk) Wojciech Odalski (Gwardia Warszawa)     |
| waga musza (do 51 kg)             | Henryk Średnicki (GKS Jastrzębie)                | Ryszard Czerwiński (Stal-Stocznia Szczecin) | Leszek Błażyński (Szombierki Bytom) Stanisław Kozłowski (Zawisza Bydgoszcz) |
| waga kogucia (do 54 kg)           | Leszek Borkowski (Gwardia Łódź)                  | Mieczysław Massier (Miedź Legnica)          | Antoni Różnicki (Turów Zgorzelec) Mirosław Wawrzyniak (Legia Warszawa)      |
| waga piórkowa (do 57 kg)          | Roman Gotfryd (Wisłoka-Morsy Dębica)             | Kazimierz Przybylski (Legia Warszawa)       | Zbigniew Parkoła (Walka Zabrze) Adam Ratke (Zawisza Bydgoszcz)              |
| waga lekka (do 60 kg)             | Leszek Kosedowski (Stoczniowiec Gdańsk)          | Roman Misiewicz (Gwardia Warszawa)          | Adam Piwowarski (Carbo Gliwice) Ryszard Tomczyk (BKS Bolesławiec)           |
| waga lekkopółśrednia (do 63,5 kg) | Bogdan Gajda (Legia Warszawa)                    | Janusz Janowski (Błękitni Kielce)           | Kazimierz Pieniążek (Wisła Kraków) Marian Zgliński (Wybrzeże Gdańsk)        |
| waga półśrednia (do 67 kg)        | Zbigniew Kicka ("Górnik Pszów" Wodzisław Śląski) | Marek Okroskowicz (Szombierki Bytom)        | Piotr Bobrowski (Wybrzeże Gdańsk) Aleksander Brydak (Stal Rzeszów)          |
| waga lekkośrednia (do 71 kg)      | Jerzy Rybicki (Gwardia Warszawa)                 | Andrzej Krysiak (Gwardia Łódź)              | Kazimierz Lewandowski (Wisła Kraków) Sylwester Pawlita (Śląsk Ruda Śląska)  |
| waga średnia (do 75 kg)           | Wiesław Niemkiewicz (Zagłębie Lubin)             | Krzysztof Cichosz (Gwardia Łódź)            | Jacek Kucharczyk (Gwardia Warszawa) Ryszard Pasiewicz (Gwardia Łódź)        |
| waga półciężka (do 81 kg)         | Janusz Gortat (Legia Warszawa)                   | Paweł Skrzecz (Gwardia Warszawa)            | Janusz Czerniszewski (Legia Warszawa) Marcin Jaworski (GKS Jastrzębie)      |
| waga ciężka (powyżej 81 kg)       | Andrzej Biegalski (GKS Jastrzębie)               | Antoni Kuskowski (Stal-Stocznia Szczecin)   | Jerzy Skoczek (Gwardia Warszawa) Grzegorz Skrzecz (Gwardia Warszawa)        |